# رباعي أكسيد الإثمد
رباعي أكسيد الإثمد (أو رباعي أكسيد الأنتيموان أو أكسيد الإثمد الثلاثي والخماسي) هو مركب كيميائي
صيغته الكيميائية ( Sb2O4 ). 

## التحضير
ينتج من تسخين ثالث أو خامس أُوكسيد الأنتيمون أو الأنتيمون أو الستبنايت إلى درجة حرارة( 900 °C-800 °س). 

## الخواص
يكون رابع أُوكسيد الأنتيمون أبيض اللون ولا يذوب في الماء وهو ذو كثافة ( 6.59 g/cm3 ) . يفقد رابع أُوكسيد الأنتيمون الأوكسجين عند تسخينه بشدة(حوالي (1060 °C متحولاً إلى ثالث أُوكسيد الأنتيمون ا(Sb2O3). رابع أُوكسيد الأنتيمون هو أُوكسيد مزدوج متكون من ثالث وخامس أُوكسيد الأنتيمون . عند درجة حرارة(900 °C) يكون تركيب رابع أُوكسيد الأنتيمون متضمناً شبكة من ثالث وخامس أُوكسيد الأنتيمون المنصهرين(Fused )